# پرانایاما

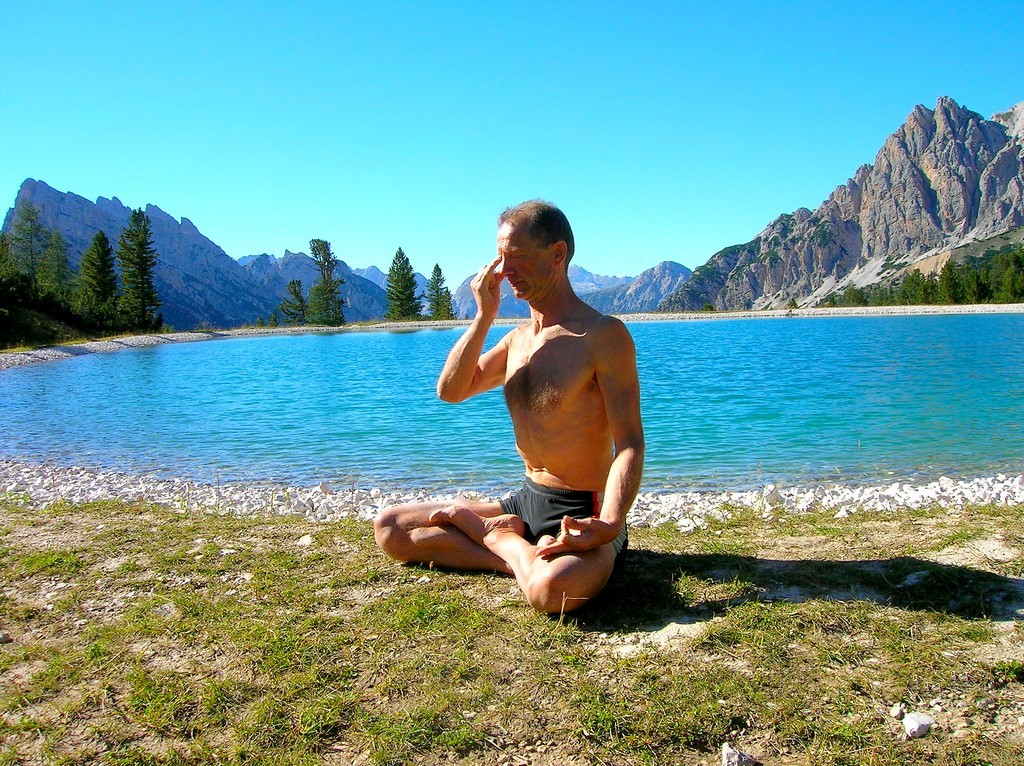
فردی که در حال تمرین تنفس پرانایاما است.

پرانایاما (به انگلیسی: Pranayama) از جمله تمرینات یوگا از شاخه هاتا یوگا برای کنترل تنفس است.

## ریشه‌شناسی واژه
پرانایاما ترکیبی سانسکریت است که از آن به طرق مختلف توسط نویسندگان مختلف تعریف شده‌است. مکدونل، ریشه‌شناسی این واژه را تحت عنوان پرانا (پرانا)، نفس، + یاما می‌نامد و آن را تعلیق نفس می‌نامد.
منیر ویلیامز، ترکیب پرانایاما را به عنوان «سه تمرین تنفس» که در طول سندیا (به انگلیسی: Sandhya) (آیین نیایشی که در هنگام طلوع، ظهر و عصر) اجرا می‌شود، تعریف می‌کند. این تعریف فنی به سیستم ویژه کنترل تنفس با سه فرایند اشاره دارد که توسط بهاتا چاریا توضیح داده می‌شود: پوراک (تنفس سوراخ پوراک برای نگه داشتن نفس در داخل)، کومباما (حبس نفس برای حفظ آن) و رچاک (برای تخلیه آن). علاوه بر این مدل سه مرحله‌ای فرآیندهای دیگری نیز وجود دارند.